# THE NEVER ENDING STORY
《THE NEVER ENDING STORY》是日本女子組合E-girls的第4张单曲，於2013年2月20日由rhythm zone发售。

## 概要
- 與第2张《One Two Three》相同，E-girls全員均有選拔並參與。EGD的川本璃首次選拔並參與的單曲。
- A面曲 《THE NEVER ENDING STORY ～告訴你一個小秘密～》是Limahl歌曲《THE NEVER ENDING STORY》的日本語版本。
- B面曲《THE NEVER ENDING STORY》是E-girls第3首翻唱歌曲，原曲為Limahl為1984年奇幻冒險電影《大魔域》所演唱的主題曲，亦是剛力彩芽、EXILE的AKIRA、成員水野繪梨奈主演，富士電視台劇集《古書堂事件手帖》的主題曲。
- 此單曲有2個版本，分別有「CD+DVD」和「CD ONLY」。「CD+DVD」收錄了《THE NEVER ENDING STORY ～告訴你一個小秘密～》和《JUST IN LOVE》的Music Video。
- 在3月4日於公信榜单曲週排行榜取得第2位。

## 選拔成員

### THE NEVER ENDING STORY ～告訴你一個小秘密～
- 螢光字為主唱
  - Dream：Shizuka、Aya、Ami、Erie
  - Happiness：SAYAKA、楓、藤井夏戀、MIYUU、YURINO
  - Flower：水野繪梨奈、藤井萩花、重留真波、中島美央、鷲尾伶菜、武藤千春、市來杏香、坂東希、佐藤晴美
  - EGD：武部柚那、武田杏香、萩尾美聖、稲垣莉生、石井杏奈、山口乃乃華、木津玲奈、須田安娜、生田梨沙、川本璃
- 上一首單曲《Follow Me》的選拔成員全部入選了本次的選拔成員。而第一次入選選拔組有EGD的萩尾美聖、稲垣莉生、川本璃。
- Shizuka、Aya、Erie、MIYUU、水野繪梨奈、重留真波、武藤千春、市來杏香、木津玲奈繼《One Two Three》後重回選拔組，Shizuka、Aya和武藤千春繼《One Two Three》後再選拔為主唱、Erie更首次選拔為單曲的主唱位置。
- 山本月、ヴァッツ美良、大石美優、花山瑞貴因已離隊、杉枝真結因活動停止而沒有在選拔名單上。

### JUST IN LOVE
- 螢光字為主唱
  - Dream：Shizuka、Ami
  - Happiness：SAYAKA、藤井夏戀、YURINO
  - Flower：水野繪梨奈、中島美央、鷲尾伶菜
  - EGD：武部柚那、萩尾美聖、稲垣莉生、石井杏奈、山口乃華、須田安娜、生田梨沙

## 收錄内容

### CD
1. THE NEVER ENDING STORY ～告訴你一個小秘密～（THE NEVER ENDING STORY 〜君に秘密を教えよう〜）
（作詞：Keith Forsey・藤林聖子（日本語訳詞）、作曲：Giorgio Moroder、編曲：h-wonder）
2. JUST IN LOVE
（作詞：藤林聖子、作曲：Emyli・NA.ZU.NA、編曲：ArmySlick）
3. THE NEVER ENDING STORY
（作詞：Keith Forsey、作曲：Giorgio Moroder、編曲：h-wonder）
4. THE NEVER ENDING STORY ～告訴你一個小秘密～ (Instrumental)
5. JUST IN LOVE (Instrumental)

### DVD
1. THE NEVER ENDING STORY ～告訴你一個小秘密～（Music Clip）
2. JUST IN LOVE（Music Clip）
3. THE NEVER ENDING STORY ～告訴你一個小秘密～（Making Clip）
4. JUST IN LOVE（Making Clip）